# 截半截角二十面體
截半截角二十面體（rectified truncated icosahedron）是一種凸多面體，屬於環帶多面體，其對偶多面體為菱形九十面體。有92個面，其中有12個正五邊形、20個等邊六邊形和60個等腰三角形組成。在截半截角二十面體92個面中，只有12個正多邊形。
截半截角二十面體是套用截半變換的截角二十面體，也就是由截角二十面體截去所有頂點並截到各邊的中點所構成，雖然它看似半正多面體，但並不是，因為它只有五邊形是正多邊形，三角形和六邊形皆非正多邊形，由於該多面體由正多邊形與非常接近正多邊形的對稱等邊多邊形組成，因此，此多面體又可以被歸類為擬詹森多面體。

## 性質
截半截角二十面體有三種形式，一種是直接截半切去所有頂角至稜的中點所構成的由正五邊形、等邊六邊形和等腰三角形組成的形式；另一種是在由正五邊形、正六邊形和等腰三角形組成的形式；還有一種是所有邊都等長的等邊形式。每種形式皆由92個面、180條邊和90個頂點組成，且92個面中皆有12個等邊五邊形、20個等邊六邊形和60個等腰三角形，其中等邊五邊形、等邊六邊形在各形式中可能成為正多邊形。每種形式的邊長比、半徑和體積皆不相同，但外觀和展開圖都十分相似。
各形式的頂點都可以分為兩種，一種是2個三角形和2個六邊形的公共頂點，且面在頂點周圍依照三角形、六邊形、三角形和六邊形的順序排列，在頂點圖中，可以用3.6.3.6來表示；另一種是2個三角形和1個五邊形和1個六邊形的公共頂點，且面在頂點周圍依照三角形、五邊形、三角形和六邊形的順序排列，在頂點圖中，可以用3.5.3.6來表示。

### 面的組成
在由正五邊形、等邊六邊形和等腰三角形組成的截半截角二十面體形式中，等邊六邊形有兩組角，分別為{\displaystyle \arccos {\frac {{\sqrt {3}}-{\sqrt {39}}}{8}}\approx 124.34^{\circ }}和{\displaystyle \arccos \left(-{\frac {\sqrt {3}}{4}}\right)\approx 115.66^{\circ }}；等腰三角形的底角為{\displaystyle \arccos {\frac {\sqrt {72-6{\sqrt {3}}-6{\sqrt {15}}}}{12}}\approx 58.92^{\circ }}，頂角為{\displaystyle \arccos {\frac {{\sqrt {15}}+{\sqrt {3}}}{12}}\approx 62.15^{\circ }}，其中{\displaystyle \arccos }為反餘弦函數。
在由正五邊形、正六邊形和等腰三角形組成的截半截角二十面體形式中，有兩種邊長，正五邊形的邊長較短，對應等腰三角形的底邊、正六邊形的邊長較長，對應等腰三角形的腰。若較短的邊長為單位長，則較長的邊為{\displaystyle {\frac {{\sqrt {15}}-{\sqrt {3}}}{2}}\approx 1.070466}。

### 體積
等邊的截半截角二十面體形式，若其邊長為單位長，則其體積為：
{\displaystyle {\frac {180+33{\sqrt {5}}+5{\sqrt {983+978{\sqrt {5}}}}}{6}}\approx 89.2164}
在由正五邊形、正六邊形和等腰三角形組成的截半截角二十面體形式中，若短邊長為單位長，則其體積為：
{\displaystyle 73{\sqrt {5}}-60\approx 103.23296}
在由正五邊形、等邊六邊形和等腰三角形組成的截半截角二十面體形式中，若其中分球半徑為1，則其體積為一個八次方成之根的平方根，約為4.0095940519753525228。

## 圖像
下圖為截半截角二十面體的旋轉動畫：
下圖為截半截角二十面體的透視圖：
下圖為截半截角二十面體的另一種上色方式：

## 相關多面體
| 名稱       | 截角 二十面體 | 二次截角 二十面體 | 截半 截角二十面體 | 小斜方截半 截角二十面體 | 大斜方截半 截角二十面體 | 扭稜 截角二十面體 |
| 考特       | tI            | ttI               | rtI               | rrtI                    | trtI                    | srtI              |
| 康威       | tI            | ttI               | atI               | etI                     | btI                     | stI               |
| ---------- | ------------- | ----------------- | ----------------- | ----------------------- | ----------------------- | ----------------- |
| 圖像       |               |                   |                   |                         |                         |                   |
| 康威表示法 | dtI = kD      | kdtI              | jtI               | otI                     | mtI                     | gtI               |
| 對偶多面體 |               |                   |                   |                         |                         |                   |

## 延伸阅读
- Coxeter Regular Polytopes, Third edition, (1973), Dover edition, ISBN 0-486-61480-8 (pp. 145–154 Chapter 8: Truncation)
- John H. Conway, Heidi Burgiel, Chaim Goodman-Strass, The Symmetries of Things 2008, ISBN 978-1-56881-220-5

## 外部連結
- George Hart's Conway interpreter （页面存档备份，存于）: generates polyhedra in VRML, taking Conway notation as input